# جامعة إسرائيل المفتوحة
جامعة إسرائيل المفتوحة (بالعبرية: האוניברסיטה הפתוחה) ( Ha-Universita ha-Ptuha ) هي جامعة للتعليم عن بعد في إسرائيل . يقع مركز إدارتها في مدينة رعنانا . اعتبارًا من 2015-2016 ، كان لدى الجامعة المفتوحة حوالي 46200 طالب.
האוניברסיטה הפתוחה
يوجد في الجامعة طلاب أكثر من أي مؤسسة أكاديمية أخرى في إسرائيل ، قادمين من جميع أنحاء العالم. الجامعة معتمدة لمنح درجات البكالوريوس والدراسات العليا والدبلومات والشهادات.

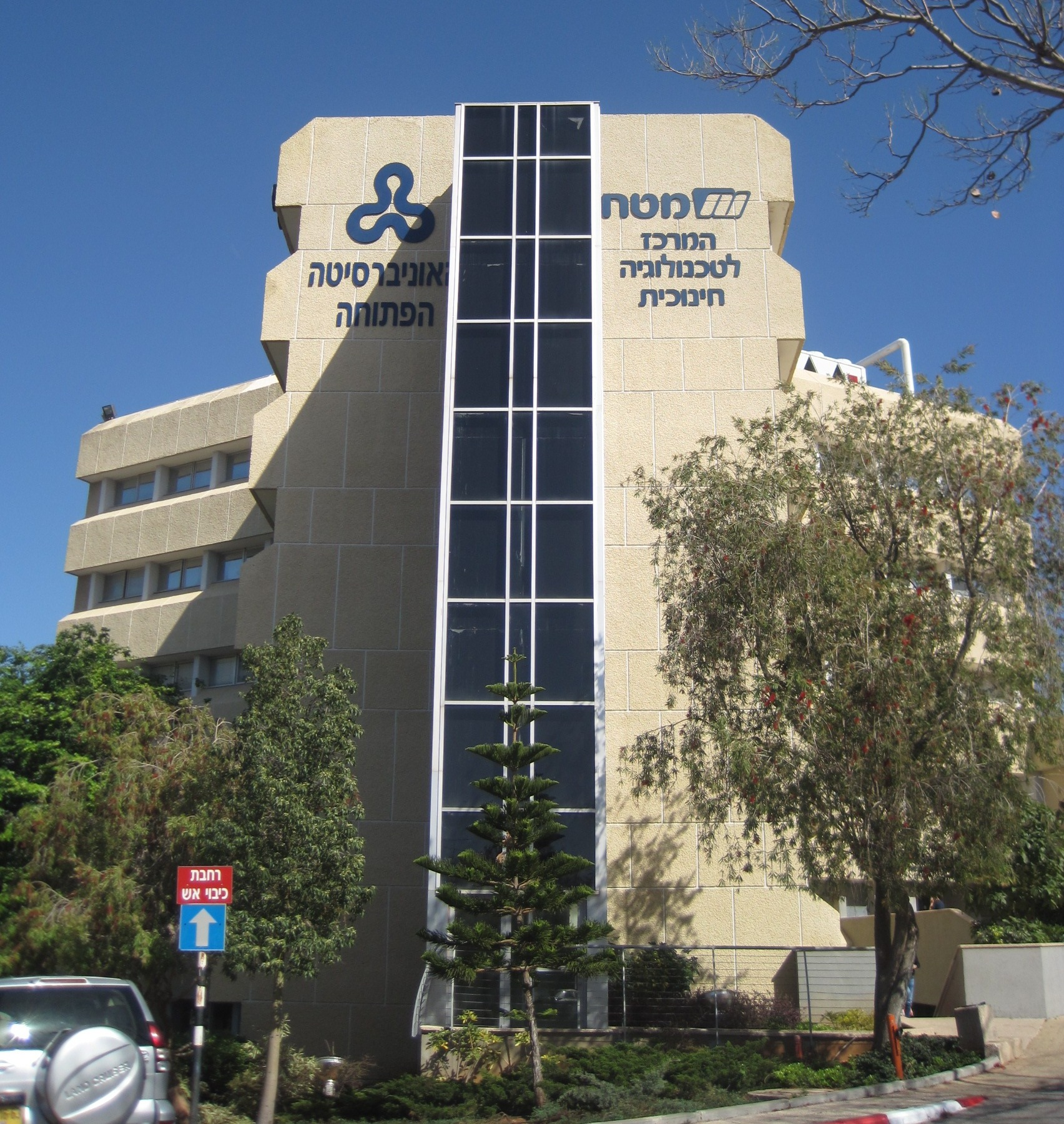
مبنى مركز تكنولوجيا التعليم

## روابط خارجية
- فتح موقع جامعة إسرائيل على الإنترنت